# Burning Heart Records
Burning Heart Records är ett svenskt independentskivbolag baserat i Örebro ägt av amerikanska Epitaph Records, vilka också ger ut skivorna i USA. Verksamheten startades i Fagersta av Peter "Babs" Ahlqvist 1993 som ett skivbolag för svensk hardcoremusik med bland annat Raised Fist, Refused och No Fun at All. Sedan dess har skivbolaget breddat sin genreportfölj med hiphop och mer poppig rock. 
Burning Heart Records har varit en plattform för internationellt stora band, som The Hives, Turbonegro, Millencolin och Raised Fist. 
Bolaget har även gett ut skivor på underetiketterna David vs. Goliath och Sidekicks Records, där den förstnämnda primärt varit inriktat mot hiphop.

## Artister
| - 59 Times the Pain - The Accidents - Asta Kask - Between Us - Bodyjar - Bombshell Rocks - Boysetsfire - Brand New Unit - Breach - The Business - C.Aarmé - Chickenpox - The Cigarres - Club Killers - Division of Laura Lee - Donots - Dropkick Murphys - Flogging Molly - Franky Lee - Give Up the Ghost - Gundog - Guttersnipe - Hell Is for Heroes - The Hives - Homegrown - The (International) Noise Conspiracy - Invasionen - Kid Down - Liberator - Looptroop - Merryland - Midtown - Millencolin | - Mindjive - Moneybrother - Monster - Nasum - Nicola Sarcevic - Nine - No Fun at All - Parkway Drive - Path of No Return - The Peepshows - The Products - The Promise Ring - Promoe - Puffball - Raised Fist - Randy - Reducers S.F. - Refused - Samiam - Satanic Surfers - Section 8 - The Skalatones - Sober - Sounds Like Violence - Sparks of Seven - Team Blender - Tribulation - Turbonegro - Voice of a Generation - The Weakerthans - Within Reach |

## Diskografi

### Burning Heart Records
| Katalognummer     | Artist                               | Titel                                                            | Typ           | Format    | Datum/år          |
| ----------------- | ------------------------------------ | ---------------------------------------------------------------- | ------------- | --------- | ----------------- |
| BHR 001           | Blandade artister                    | Signed for Life                                                  | Samlingsalbum | CD        | 1993              |
| BHR 002           | Refused                              | This Is the New Deal                                             | EP            | CD        | 1 juni 1993       |
| BHR 003           | No Fun at All                        | Vision                                                           | EP            | CD        | 7 juli 1993       |
| BHR 004           | Merryland                            | As Time Flies By                                                 | EP            | CD        | 1993              |
| BHR 005           | Mindjive                             | Green Grass                                                      | EP            | CD        | 1 juni 1993       |
| BHR 006           | Millencolin                          | Use Your Nose                                                    | EP            | CD/7"     | 4 december 1993   |
| BHR 007           | Sober                                | Blowjob                                                          | EP            | CD        | 1993              |
| BHR 008           | Blandade artister                    | Northcore - Where the Cold Things Are                            | Samlingsalbum | CD        | 1994              |
| BHR 009           | Blandade artister                    | There's a Boy Who Lives on Heaven Hill... a Tribute to Hüsker Dü | EP            | CD        | 1994              |
| BHR 010           | Blandade artister                    | Hardcore for the Masses Vol. 2                                   | Samlingsalbum | CD        | 1994              |
| BHR 011           | No Fun at All                        | No Straight Angles                                               | Studioalbum   | CD/LP     | 1 juni 1994       |
| BHR 012           | Tribulation                          | Spicy                                                            | EP            | CD        | 1994              |
| BHR 013           | 59 Times the Pain                    | Blind Anger and Hate                                             | EP            | CD        | 1 juni 1994       |
| BHR 014           | Breach                               | Outlines                                                         | EP            | CD        | 1 juni 1994       |
| BHR 015           | Blandade artister                    | Teaching You No Fear                                             | EP            | CD        | 1994              |
| BHR 016           | Millencolin                          | Skauch                                                           | EP            | CD/7"     | 23 juli 1994      |
| BHR 017           | Raised Fist                          | You're Not Like Me                                               | EP            | CD        | 6 juni 1994       |
| BHR 018           | Satanic Surfers                      | Keep Out!                                                        | EP            | CD        | 1 juni 1994       |
| BHR 019           | Millencolin                          | Same Old Tunes                                                   | Studioalbum   | CD/LP     | 28 oktober 1994   |
| BHR 020           | Mindjive                             | Mindjive                                                         | EP            | CD        | 1 juni 1995       |
| BHR 021           | Millencolin                          | Da Strike                                                        | Singel        | CD/7"     | 1995              |
| BHR 022           | Blandade artister                    | Cheap Shots Vol. 1                                               | Samlingsalbum | CD        | 1 januari 1995    |
| BHR 023           | No Fun at All                        | Stranded                                                         | EP            | CD        | 1995              |
| BHR 024           | 59 Times the Pain                    | More Out of Today                                                | Studioalbum   | CD        | 1 juni 1995       |
| BHR 025           | Chickenpox                           | Dinnerdance and Latenightmusic                                   | EP            | CD        | 1 juni 1994       |
| BHR 026           | Breach                               | Friction                                                         | Studioalbum   | CD        | 27 oktober 1995   |
| BHR 027           | Satanic Surfers                      | Hero of Our Time                                                 | Studioalbum   | CD        | 1 juni 1995       |
| BHR 028           | Blandade artister                    | One Step Ahead                                                   | Samlingsalbum | CD        | 1995              |
| BHR 029           | 59 Times the Pain                    | Even More Out of Today                                           | Singel        | CD        | 1 juni 1995       |
| BHR 030           | No Fun at All                        | In a Rhyme                                                       | EP            | CD        | 1 juni 1995       |
| BHR 031           | No Fun at All                        | Out of Bounds                                                    | Studioalbum   | CD/LP     | 23 oktober 1995   |
| BHR 032           | Millencolin                          | The Story of My Life                                             | Singel        | CD/7"     | 20 september 1995 |
| BHR 033           | Millencolin                          | Life on a Plate                                                  | Studioalbum   | CD/LP     | 11 oktober 1995   |
| BHR 034           | Puffball                             | Puffball                                                         | Studioalbum   | CD        | 1 juni 1996       |
| BHR 035           | Bodyjar                              | Take a Look Inside                                               | Studioalbum   | CD        | 1 januari 1996    |
| BHR 036           | Bodyjar                              | Time to Grow Up                                                  | EP            | CD        | 1996              |
| BHR 037           | Mindjive                             | Package Design                                                   | Singel        | CD        | 1 juni 1996       |
| BHR 038           | Liberator                            | Freedom Fighters                                                 | EP            | CD        | 1 juni 1996       |
| BHR 039           | Millencolin                          | Move Your Car                                                    | Singel        | CD/7"     | 23 oktober 1996   |
| BHR 040           | Mindjive                             | Chemicals                                                        | Studioalbum   | CD        | 26 februari 1996  |
| BHR 041           | Chickenpox                           | Anything You Say                                                 | Singel        | CD        | 1 juni 1996       |
| BHR 042           | Chickenpox                           | At Mickey Cohen's Thursdaynight Pokergame                        | Studioalbum   | CD        | 1 juni 1996       |
| BHR 043           | Blandade artister                    | Cheap Shots Vol. 2                                               | Samlingsalbum | CD        | 1 januari 1996    |
| BHR 044           | Breach                               | Old Songs vs. New Beats                                          | EP            | CD        | 1 juni 1996       |
| BHR 045           | Home Grown                           | That's Business                                                  | EP            | CD        | 1 januari 1996    |
| BHR 046           | Raised Fist                          | Stronger Than Ever                                               | EP            | CD        | 3 juni 1996       |
| BHR 047           | Liberator                            | This Is Liberator                                                | Studioalbum   | CD        | 22 juli 1996      |
| BHR 048           | Home Grown                           | Wusappaning?!                                                    | EP            | CD        | 1 januari 1996    |
| BHR 049           | Liberator                            | Tell Me Tell Me                                                  | Singel        | CD        | 1 juni 1996       |
| BHR 050           | Bodyjar                              | Rimshot                                                          | Studioalbum   | CD        | 1996              |
| BHR 051           | Bodyjar                              | Glossy Books                                                     | EP            | CD        | 27 januari 1997   |
| BHR 052           | 59 Times the Pain                    | Twenty Percent of My Hand                                        | Studioalbum   | CD        | 17 juli 1997      |
| BHR 053           | Satanic Surfers                      | 666 Motor Inn                                                    | Studioalbum   | CD/LP     | 21 januari 1997   |
| BHR 054           | Millencolin                          | Lozin' Must                                                      | Singel        | CD        | 6 april 1997      |
| BHR 055           | Liberator                            | Carefully Blended                                                | Studioalbum   | CD        | 1 juni 1997       |
| BHR 056           | Millencolin                          | For Monkeys                                                      | Studioalbum   | CD        | 20 april 1997     |
| BHR 057           | Breach                               | It's Me God                                                      | Studioalbum   | CD        | 28 april 1997     |
| BHR 058           | Puffball                             | Sixpack to Go!                                                   | Studioalbum   | CD        | 1 juni 1997       |
| BHR 059           | Samiam                               | You Are Freaking Me Out                                          | Studioalbum   | CD        | 12 juni 1997      |
| BHR 060           | Samiam                               | She Found You                                                    | Singel        | CD        | 16 juli 1997      |
| BHR 061/BHR 1043  | Refused                              | Songs to Fan the Flames of Discontent                            | Studioalbum   | CD        | 1997              |
| BHR 062           | Refused                              | This Just Might Be... the Truth                                  | Studioalbum   | CD        | 1997              |
| BHR 063/BHR 1044  | Refused                              | The EP Compilation                                               | Samlingsalbum | CD        | 15 september 1997 |
| BHR 064           | Refused                              | The Demo Compilation                                             | Samlingsalbum | CD        | 15 september 1997 |
| BHR 065           | No Fun at All                        | Should Have Known                                                | Singel        | CD        | 15 september 1997 |
| BHR 066           | No Fun at All                        | The Big Knockover                                                | Studioalbum   | CD/LP     | 13 juli 1997      |
| BHR 067           | The Business                         | The Truth, the Whole Truth and Nothing But the Truth             | Studioalbum   | CD/LP     | 22 september 1997 |
| BHR 068           | The Hives                            | Barely Legal                                                     | Studioalbum   | CD/LP     | 22 september 1997 |
| BHR 069           | 59 Times the Pain                    | Music for Hardcorepunx                                           | EP            | CD        | 1 juni 1998       |
| BHR 070           | Blandade artister                    | Cheap Shots Vol. 3                                               | Samlingsalbum | CD        | 1998              |
| BHR 071/BHR 1042  | Refused                              | The Shape of Punk to Come                                        | Studioalbum   | CD/LP     | 1998              |
| BHR 072           | The Hives                            | A.K.A. I-D-I-O-T                                                 | EP            | CD        | 13 mars 1998      |
| BHR 073           | Chickenpox                           | Truth of Our Time                                                | Singel        | CD        | 1 juni 1998       |
| BHR 074           | Chickenpox                           | Stay Away from the Windows                                       | Studioalbum   | CD        | 1 juni 1998       |
| BHR 075           | Liberator                            | Kick de Bucket                                                   | Singel        | CD        | 1 juni 1998       |
| BHR 076           | Liberator                            | Worldwide Delivery                                               | Studioalbum   | CD/LP     | 13 april 1998     |
| BHR 077           | No Fun at All                        | EP's Going Steady                                                | Samlingsalbum | CD        | 27 april 1998     |
| BHR 078           | Bodyjar                              | No Touch Red                                                     | Studioalbum   | CD        | 1998              |
| BHR 079           | Refused                              | The New Noise Theology                                           | EP            | CD        | 1998              |
| BHR 080           | Liberator                            | Christina                                                        | Singel        | CD        | 18 juli 1998      |
| BHR 081           | Raised Fist                          | Fuel                                                             | Studioalbum   | CD        | 9 december 1998   |
| BHR 082           | Blandade artister                    | Still Screaming                                                  | Samlingsalbum | CD/LP     | 1998              |
| BHR 083           | Blandade artister                    | Skandinavian Dance Craze                                         | Samlingsalbum | CD        | 1999              |
| BHR 084           | 59 Times the Pain                    | Turn at 25th                                                     | Singel        | CD        | 1 juni 1999       |
| BHR 085           | 59 Times the Pain                    | End of the Millennium                                            | Studioalbum   | CD/LP     | 15 mars 1999      |
| BHR 086           | Puffball                             | It's Gotta Be Voodoo Baby                                        | Studioalbum   | CD/LP     | 1 juni 1999       |
| BHR 087           | Millencolin                          | The Melancholy Collection                                        | Samlingsalbum | CD/LP     | 29 juli 1999      |
| BHR 088           | Satanic Surfers                      | Going Nowhere Fast                                               | Studioalbum   | CD/LP     | 15 mars 1999      |
| BHR 089           | Breach                               | Venom                                                            | Studioalbum   | CD/LP     | 17 maj 1999       |
| BHR 090           | Brand New Unit                       | Empty Useless Air                                                | Singel        | CD        | 1999              |
| BHR 091           | No Fun at All                        | Live in Tokyo                                                    | Livealbum, EP | CD        | 1 juni 1999       |
| BHR 092           | Samiam                               | Search & Destroy                                                 | EP            | CD        | 23 augusti 1999   |
| BHR 093           | Samiam                               | Clumsy                                                           | Studioalbum   | CD        | 29 november 1999  |
| BHR 094           | Monster                              | Gone, Gone, Gone/A Bash Dem                                      | Studioalbum   | CD/LP     | 27 september 1999 |
| BHR 095           | The Cigarres                         | Praise the Music                                                 | Studioalbum   | CD        | 23 augusti 1999   |
| BHR 096           | Puffball                             | Swedish Nitro                                                    | EP            | CD        | 27 september 1999 |
| BHR 097           | Monster                              | Ain't Getting Nowhere                                            | Singel        | CD        | 11 oktober 1999   |
| BHR 098           | Section 8                            | Section 8                                                        | EP            | CD        | 29 november 1999  |
| BHR 099           | The Business                         | Keep the Faith                                                   | Studioalbum   | CD/LP     | 29 november 1999  |
| BHR 100           | Millencolin                          | Pennybridge Pioneers                                             | Studioalbum   | CD/LP     | 24 februari 2000  |
| BHR 101           | Blandade artister                    | Cheap Shots Vol. 4                                               | Samlingsalbum | CD        | 24 januari 2000   |
| BHR 102           | Millencolin                          | Penguins & Polarbears                                            | Singel        | CD/7"     | 24 januari 2000   |
| BHR 103           | Monster                              | Rockers Delight                                                  | Studioalbum   | CD        | 7 oktober 2000    |
| BHR 104           | The Peepshows                        | Mondo Deluxe                                                     | Studioalbum   | CD/LP     | 24 januari 2000   |
| BHR 105           | ?                                    | ?                                                                | ?             | ?         | ?                 |
| BHR 106           | The (International) Noise Conspiracy | Survival Sickness                                                | Studioalbum   | CD/LP     | 10 april 2000     |
| BHR 107           | The Hives                            | Veni Vidi Vicious                                                | Studioalbum   | CD/LP     | 10 april 2000     |
| BHR 108           | No Fun at All                        | State of Flow                                                    | Studioalbum   | CD/LP     | 25 april 2000     |
| BHR 109           | The Promise Ring                     | Electric Pink                                                    | EP            | CD        | 2000              |
| BHR 110           | Randy                                | The Rest Is Silence                                              | Studioalbum   | CD        | 19 juni 2000      |
| BHR 111           | Randy                                | There's No Way We're Gonna Fit In                                | Studioalbum   | CD        | 19 juni 2000      |
| BHR 112           | ?                                    | ?                                                                | ?             | ?         | ?                 |
| BHR 113           | Millencolin                          | Fox                                                              | Singel        | CD/7"     | 5 juni 2000       |
| BHR 114           | Raised Fist                          | Ignoring the Guidelines                                          | Studioalbum   | CD/LP     | 22 maj 2000       |
| BHR 115           | Liberator                            | Too Much of Everything                                           | Studioalbum   | CD/LP     | 5 juni 2000       |
| BHR 116           | Liberator                            | Everybody Wants It All                                           | Singel        | CD        | 5 juni 2000       |
| BHR 117           | The Cigarres                         | Time Will Tell                                                   | Studioalbum   | CD        | 28 augusti 2000   |
| BHR 118           | The (International) Noise Conspiracy | Smash It Up!                                                     | Singel        | CD/7"     | 10 april 2000     |
| BHR 119           | Samiam                               | Astray                                                           | Studioalbum   | CD        | 28 augusti 2000   |
| BHR 120           | Section 8                            | Make Ends Meet                                                   | Studioalbum   | CD/LP     | 16 oktober 2000   |
| BHR 121           | Bombshell Rocks                      | Cityrats & Alleycats                                             | Studioalbum   | CD/LP     | 2000              |
| BHR 122           | The Hives                            | Hate to Say I Told You So                                        | Singel        | CD/7"     | 20 november 2000  |
| BHR 123           | The (International) Noise Conspiracy | The Reproduction of Death                                        | Singel        | CD/7"     | 2001              |
| BHR 124           | Blandade artister                    | Spirit of the Streets                                            | Samlingsalbum | CD/LP     | 20 november 2000  |
| BHR 125           | Midtown                              | Save the World, Lose the Girl                                    | Studioalbum   | CD/LP     | 13 november 2000  |
| BHR 126           | Chickenpox                           | Approved By                                                      | Studioalbum   | CD        | 29 januari 2001   |
| BHR 127           | Puffball                             | The Super Commando                                               | Studioalbum   | CD/LP     | 29 januari 2001   |
| BHR 128           | Nine                                 | Lights Out                                                       | Studioalbum   | CD/LP     | 12 mars 2001      |
| BHR 129           | Randy                                | The Human Atom Bombs                                             | Studioalbum   | CD/LP     | 9 april 2001      |
| BHR 130           | 59 Times the Pain                    | Calling the Public                                               | Studioalbum   | CD/LP     | 9 april 2001      |
| BHR 131           | The Business                         | No Mercy for You                                                 | Studioalbum   | CD/LP     | 11 juni 2001      |
| BHR 132           | Voice of a Generation                | Hollywodd Rebels                                                 | Studioalbum   | CD/LP     | 14 maj 2001       |
| BHR 133           | The Peepshows                        | Today We Kill... Tomorrow We Die                                 | Studioalbum   | CD/LP     | 14 maj 2001       |
| BHR 134           | The Hives                            | Main Offender                                                    | Singel        | CD/7"     | 20 augusti 2001   |
| BHR 135           | Raised Fist                          | Watch Your Step                                                  | Samlingsalbum | CD        | 24 september 2001 |
| BHR 136           | Blandade artister                    | Cheap Shots Vol. 5                                               | Samlingsalbum | CD        | 24 september 2001 |
| BHR 137           | The (International) Noise Conspiracy | A New Morning, Changing Weather                                  | Studioalbum   | CD/LP     | 15 oktober 2001   |
| BHR 138           | Division of Laura Lee                | Pretty Electric                                                  | Singel        | CD/7"     | 24 september 2001 |
| BHR 139           | Donots                               | Pocketrock                                                       | Studioalbum   | CD        | 2001              |
| BHR 140           | The (International) Noise Conspiracy | Capitalism Stole My Virginity                                    | Singel        | CD/7"     | 1 oktober 2001    |
| BHR 141           | Liberator                            | Soundchecks 95-00                                                | Samlingsalbum | CD        | 3 december 2001   |
| BHR 142           | Breach                               | Kollapse                                                         | Studioalbum   | CD        | 3 december 2001   |
| BHR 143           | Blandade artister                    | How We Rock                                                      | Samlingsalbum | CD/LP     | 25 mars 2002      |
| BHR 144           | The (International) Noise Conspiracy | Up for Sale                                                      | Singel        | CD        | 25 mars 2002      |
| BHR 145           | Division of Laura Lee                | Need to Get Some                                                 | Singel        | CD        | 15 april 2002     |
| BHR 146           | Division of Laura Lee                | Black City                                                       | Studioalbum   | CD/LP     | 4 februari 2002   |
| BHR 147           | Randy                                | Cheater                                                          | EP            | CD        | 13 maj 2002       |
| BHR 148           | Millencolin                          | Kemp                                                             | Singel        | CD/7"     | 18 februari 2002  |
| BHR 149           | The (International) Noise Conspiracy | The First Conspiracy                                             | Samlingsalbum | CD/LP     | 27 maj 2002       |
| BHR 150           | Millencolin                          | Home from Home                                                   | Studioalbum   | CD/LP     | 11 mars 2002      |
| BHR 151           | Randy                                | You Can't Keep a Good Band Down                                  | Studioalbum   | CD        | 27 maj 2002       |
| BHR 152           | Flogging Molly                       | Drunken Lullabies                                                | Studioalbum   | CD        | 5 augusti 2002    |
| BHR 153           | Millencolin                          | Man or Mouse                                                     | Singel        | CD        | 30 september 2002 |
| BHR 154           | No Fun at All                        | Master Celebrations                                              | Samlingsalbum | CD        | 11 november 2002  |
| BHR 155           | Bombshell Rocks                      | From Here and On                                                 | Studioalbum   | CD/LP     | 21 oktober 2002   |
| BHR 156           | Raised Fist                          | Dedication                                                       | Studioalbum   | CD        | 21 oktober 2002   |
| BHR 157           | The Hives                            | Your New Favourite Band                                          | Studioalbum   | CD        | 11 november 2002  |
| BHR 158           | The (International) Noise Conspiracy | Bigger Cages, Longer Chains                                      | EP            | CD        | 25 november 2002  |
| BHR 159           | The Business                         | Hardcore Hooligan                                                | Samlingsalbum | CD/LP     | 2003              |
| BHR 160           | Division of Laura Lee                | Black City                                                       | Singel        | CD/7"     | 11 november 2002  |
| BHR 161           | The Peepshows                        | Refuge for Degenerates                                           | Studioalbum   | CD/LP     | 27 januari 2003   |
| BHR 162           | Puffball                             | Leave Them All Behind                                            | Studioalbum   | CD/LP     | 27 januari 2003   |
| BHR 163           | Turbonegro                           | Ass Cobra                                                        | Studioalbum   | CD        | 27 januari 2003   |
| BHR 164           | Turbonegro                           | Apocalypse Dudes                                                 | Studioalbum   | CD        | 27 januari 2003   |
| BHR 165           | Millencolin                          | Battery Check                                                    | Singel        | CD        | 10 mars 2003      |
| BHR 166           | Moneybrother                         | Reconsider Me                                                    | Singel        | CD        | 28 mars 2003      |
| BHR 167           | Randy                                | Welfare Problems                                                 | Studioalbum   | CD/LP     | 21 april 2003     |
| BHR 168           | Nine                                 | Killing Angels                                                   | Studioalbum   | CD        | 15 september 2003 |
| BHR 169           | Turbonegro                           | Scandinavian Leather                                             | Studioalbum   | CD/LP     | 28 april 2003     |
| BHR 170           | Turbonegro                           | Scandinavian Leather (Special Edition)                           | Studioalbum   | CD/DVD    | 28 april 2003     |
| BHR 171           | Division of Laura Lee                | Trapped In                                                       | Singel        | CD        | 12 maj 2003       |
| BHR 172           | Moneybrother                         | Blood Panic                                                      | Musikalbum    | CD        | 2003              |
| BHR 173           | Sparks of Seven                      | Move Me On                                                       | Singel        | CD        | 12 maj 2003       |
| BHR 174           | The Lost Patrol Band                 | Songs About Running Away                                         | Studioalbum   | CD        | 2 juni 2003       |
| BHR 175           | Turbonegro                           | Fuck the World                                                   | Singel        | CD/7"     | 12 maj 2003       |
| BHR 176           | The Lost Patrol Band                 | Alright                                                          | Singel        | CD        | 13 juni 2003      |
| BHR 177           | The Weakerthans                      | Reconstruction Site                                              | Studioalbum   | CD        | 25 augusti 2003   |
| BHR 178           | Sparks of Seven                      | Album No. 1                                                      | Studioalbum   | CD        | 8 oktober 2003    |
| BHR 179           | Moneybrother                         | Stormy Weather                                                   | Singel        | CD        | 23 juni 2003      |
| BHR 180/BHR 1086  | Turbonegro                           | Sell Your Body (to the Night)                                    | Singel        | CD/7"     | 1 september 2003  |
| BHR 181           | Flogging Molly                       | Swagger                                                          | Studioalbum   | CD        | 27 oktober 2003   |
| BHR 182           | Moneybrother                         | It's Been Hurting All the Way with You, Joanna                   | Singel        | CD        | 3 oktober 2003    |
| BHR 183           | Give Up the Ghost                    | We're Down Til We're Underground                                 | Studioalbum   | CD/LP     | 20 oktober 2003   |
| BHR 184           | Give Up the Ghost                    | Background Music                                                 | Studioalbum   | CD/LP     | 20 oktober 2003   |
| BHR 185           | C.AARMÉ                              | C.AARMÉ                                                          | Studioalbum   | CD        | 23 februari 2004  |
| BHR 186           | Between Us                           | Regrets and Apologies                                            | EP            | CD        | 2 februari 2004   |
| BHR 187           | Voice of a Generation                | The Final Oddition                                               | Studioalbum   | CD/LP     | 2 februari 2004   |
| BHR 188           | Nikola Sarcevic                      | Lock-Sport-Krock                                                 | Studioalbum   | CD        | 29 mars 2004      |
| BHR 189           | Division of Laura Lee                | Das Not Compute                                                  | Studioalbum   | CD/LP     | 13 april 2004     |
| BHR 190           | The (International) Noise Conspiracy | Armed Love                                                       | Studioalbum   | CD/LP     | 12 juli 2004      |
| BHR 191           | Club Killers                         | Two Nights with Club Killers                                     | Livealbum     | CD        | 3 oktober 2004    |
| BHR 192           | Nasum                                | Shift                                                            | Studioalbum   | CD        | 11 oktober 2004   |
| BHR 193           | The Lost Patrol Band                 | The Lost Patrol Band                                             | Studioalbum   | CD        | 18 april 2005     |
| BHR 194           | Moneybrother                         | To Die Alone                                                     | Studioalbum   | CD/LP     | 7 mars 2005       |
| BHR 195           | Turbonegro                           | Party Animals                                                    | Studioalbum   | CD/LP/DVD | 9 maj 2005        |
| BHR 196           | Randy                                | Randy the Band                                                   | Studioalbum   | CD        | 10 oktober 2005   |
| BHR 197           | Millencolin                          | Kingwood                                                         | Studioalbum   | CD/LP     | 29 mars 2005      |
| BHR 198           | The Accidents                        | Poison Chalice                                                   | Studioalbum   | CD        | 10 oktober 2005   |
| BHR 199           | Hell Is for Heroes                   | Transmit Disrupt                                                 | Studioalbum   | CD        | 24 oktober 2005   |
| BHR 200           | Blandade artister                    | Heartattack Vol. 1                                               | Samlingsalbum | CD        | 25 oktober 2005   |
| BHR 201           | Boysetsfire                          | The Misery Index: Notes from the Plague Years                    | Studioalbum   | CD/DVD    | 24 februari 2006  |
| BHR 202           | Raised Fist                          | Sound of the Republic                                            | Studioalbum   | CD        | 10 april 2006     |
| BHR 203           | ?                                    | ?                                                                | ?             | ?         | ?                 |
| BHR 204           | ?                                    | ?                                                                | ?             | ?         | ?                 |
| BHR 205/Burn 2056 | Millencolin                          | Machine 15                                                       | Studioalbum   | CD        | 7 april 2008      |
| BHR 206           | ?                                    | ?                                                                | ?             | ?         | ?                 |
| BHR 207           | C.AARMÉ                              | Vita                                                             | Studioalbum   | CD        | 26 april 2006     |
| BHR 208           | ?                                    | ?                                                                | ?             | ?         | ?                 |
| BHR 209           | ?                                    | ?                                                                | ?             | ?         | ?                 |
| BHR 210           | Team Blender                         | Erstmal Für Immer                                                | Studioalbum   | CD        | 23 mars 2007      |
| BHR 211           | Asta Kask                            | En för alla ingen för nån                                        | Studioalbum   | CD        | 15 november 2006  |
| BHR 212           | Sounds Like Violence                 | With Blood on My Hands                                           | Studioalbum   | CD        | 12 februari 2007  |
| BHR 213           | Samiam                               | Whatever's Got You Down                                          | Studioalbum   | CD        | 25 september 2006 |
| BHR 214           | Nikola Sarcevic                      | Roll Roll and Flee                                               | Studioalbum   | CD        | 23 oktober 2006   |
| BHR 215           | The Lost Patrol Band                 | Automatic                                                        | Studioalbum   | CD        | 16 oktober 2006   |
| BHR 216           | ?                                    | ?                                                                | ?             | ?         | ?                 |
| BHR 217           | The Weakerthans                      | Reunion Tour                                                     | Studioalbum   | CD/LP     | 24 september 2007 |
| BHR 218           | Moneybrother                         | Mount Pleasure                                                   | Studioalbum   | CD/LP     | 22 augusti 2007   |
| BHR 219           | The Accidents                        | Summer Dreams                                                    | Studioalbum   | CD/LP     | 29 oktober 2007   |
| BHR 220           | The (International) Noise Conspiracy | The Cross of My Calling                                          | Studioalbum   | CD/LP     | 2008              |
| BHR 221           | Sounds Like Violence                 | The Devil on Nobel Street                                        | Studioalbum   | CD        | 9 november 2009   |
| BHR 222           | Raised Fist                          | Veil of Ignorance                                                | Studioalbum   | CD        | 7 september 2009  |
| BHR 1061          | Blandade artister                    | Hang the VJ                                                      | Film          | DVD       | 22 oktober 2001   |
| BHR 1070          | Millencolin                          | E20 Norr                                                         | Singel        | CD        | 3 juli 2003       |
| BHR 1071          | Millencolin                          | And the Hi-8 Adventures                                          | Film          | DVD/VHS   | 17 november 2003  |
| BHR 1082          | Turbonegro                           | Locked Down                                                      | Singel        | 7"        | 18 augusti 2003   |
| BHR 1084          | Randy                                | X-ray Eyes                                                       | Singel        | CD        | 8 oktober 2003    |
| BHR 2001          | Nikola Sarcevic                      | Lovetrap                                                         | Singel        | CD        | 29 mars 2004      |
| BHR 2002/BHR 2003 | The (International) Noise Conspiracy | Black Mask                                                       | Singel        | CD/7"     | 21 juni 2004      |
| BHR 2004          | The (International) Noise Conspiracy | A Small Demand                                                   | Singel        | CD/7"     | 15 november 2004  |
| BHR 2006          | Moneybrother                         | They're Building Walls Around Us                                 | Singel        | CD        | 14 februari 2005  |
| BHR 2007          | Millencolin                          | Ray                                                              | Singel        | CD        | 14 mars 2005      |
| BHR 2008          | Looptroop                            | Fort Europa                                                      | Singel        | CD        | 2005              |
| BHR 2009          | Moneybrother                         | Blow Him Back Into My Arms                                       | Singel        | CD        | 22 juni 2005      |
| BHR 2011          | Millencolin                          | Shut You Out                                                     | Singel        | CD        | 24 oktober 2005   |
| BHR 2049          | Franky Lee                           | Cutting Edge                                                     | Studioalbum   | CD        | 29 januari 2007   |
| BHR 2050          | Kid Down                             | The Noble Art of Irony                                           | Studioalbum   | CD        | 2007              |
| BR 6992           | Kid Down                             | I Want My Girlfriend Rich                                        | Studioalbum   | CD        | 20 oktober 2008   |
| BHR 7001          | Refused                              | Refused Are Fucking Dead                                         | Film          | DVD       | 21 april 2006     |
| BHR 7003          | Asta Kask                            | Dom får aldrig mig                                               | Film          | CD/DVD    | 15 november 2006  |
| Burn 2051         | Path of No Return                    | The Absinthe Dreams                                              | Studioalbum   | CD        | 2007              |
| Burn 2052         | Parkway Drive                        | Horizons                                                         | Studioalbum   | CD        | 8 oktober 2007    |

### Sidekicks Records
| Katalognummer | Artist                | Titel                                      | Typ           | Format | Datum/år          |
| ------------- | --------------------- | ------------------------------------------ | ------------- | ------ | ----------------- |
| JABSCO 001    | The Hives             | Oh, Lord! When? How?                       | EP            | CD     | 1 juni 1996       |
| JABSCO 002    | Within Reach          | Something's Not Right                      | EP            | CD     | 1 januari 1996    |
| JABSCO 003    | No Fun At All         | And Now for Something Completely Different | EP            | CD     | 1 juni 1997       |
| JABSCO 004    | Within Reach          | Strength Through Diversity                 | Studioalbum   | CD     | 1 januari 1997    |
| JABSCO 005    | Voice of a Generation | Classic Stupidity                          | Studioalbum   | CD/LP  | 17 november 1997  |
| JABSCO 006    | The Skalatones        | By Public Demand                           | Studioalbum   | CD/LP  | 1 januari 1997    |
| JABSCO 007    | Duck Soup             | Planet Ska                                 | Studioalbum   | CD     | 1998              |
| JABSCO 008    | Duck Soup             | This Is What They Say                      | Singel        | CD     | 1998              |
| JABSCO 009    | The Skalatones        | Ruder Than Roots                           | EP            | CD     | 1998              |
| JABSCO 010    | Voice of a Generation | The Odd Generation                         | EP            | CD/7"  | 5 juli 1999       |
| JABSCO 011    | Nine                  | Listen                                     | Studioalbum   | CD     | 1 juni 1998       |
| JABSCO 012    | Nine                  | Kissed by the Misanthrope                  | Studioalbum   | CD/LP  | 1 juni 1998       |
| JABSCO 013    | The Skalatones        | Mr Probation Officer                       | EP            | CD     | 1998              |
| JABSCO 014    | Blandade artister     | Screams from the Gutter                    | Samlingsalbum | CD     | 1998              |
| JABSCO 015    | Bombshell Rocks       | Underground Radio                          | EP            | CD     | 14 juli 1998      |
| JABSCO 016    | Guttersnipe           | Never Surrender Never Give In              | EP            | CD     | 1 januari 1998    |
| JABSCO 017    | Dropkick Murphys      | The Early Years                            | Samlingsalbum | CD/LP  | 1 januari 1998    |
| JABSCO 018    | Gundog                | They Who Laugh Last...                     | Studioalbum   | CD/LP  | 1 januari 1998    |
| JABSCO 019    | The Products          | Just Having a Laugh                        | EP            | CD/7"  | 1 mars 1998       |
| JABSCO 020    | Within Reach          | Reconsider/Reconstruct                     | EP            | CD     | 1 mars 1999       |
| JABSCO 021    | Bombshell Rocks       | Street Art Gallery                         | Studioalbum   | CD/LP  | 15 februari 1999  |
| JABSCO 022    | Voice of a Generation | Obligations to the Odd                     | Studioalbum   | CD/LP  | 7 maj 1999        |
| JABSCO 023    | The Skalatones        | Tune In...                                 | Studioalbum   | CD     | 1999              |
| JABSCO 024    | The Peepshows         | Right About Now                            | Studioalbum   | CD     | 25 maj 1999       |
| JABSCO 025    | The Products          | Once Again... The Products                 | Studioalbum   | CD/LP  | 13 september 1999 |
| JABSCO 026    | Voice of a Generation | My Generation                              | Singel        | CD/7"  | 10 mars 2000      |
| JABSCO 027    | Blandade artister     | Barbed Wire Love                           | Samlingsalbum | CD     | 27 september 1999 |
| JABSCO 028    | Guttersnipe           | Join the Strike                            | Studioalbum   | CD     | 1999              |
| JABSCO 029    | Gundog                | A Dog's Eye View                           | Studioalbum   | CD     | 1 januari 2000    |
| JABSCO 030    | Bombshell Rocks       | Madhouse                                   | Singel        | 7"     | 16 oktober 2000   |
| JABSCO 031    | Reducers S.F.         | Reducers S.F.                              | EP            | 7"     | 31 juli 2000      |

### Fotnoter
1. ↑  ”Heartcore Music & Clothing Productions AB”. Allabolag.se. http://www.allabolag.se/5565144663/Heartcore_Music_och_Clothing_Productions_AB.
2. ↑  ”Burning Heart Records Profile”. discogs.com. http://www.discogs.com/label/Burning%20Heart%20Records. Läst 4 december 2011.